# Hadjadj
Hadjadj è una città e un comune nella provincia di Mostaganem, in Algeria. Secondo il censimento del 1998 ha una popolazione di 15835 persone.